# سامبو
سامبو (به روسی: са́мбо) یک ورزش رزمی روسی است. سامبو یک رشتهٔ نسبتاً جدید رزمی محسوب می‌شود که در دههٔ ۱۹۲۰ در ارتش سرخ شوروی به منظور تقویت توانایی مبارزهٔ تن‌به‌تن سربازان، پایه‌گذاری شد. این رشته بر فنون گلاویزی و پرتابی تأکید دارد و تلفیقی از مؤثرترین تکنیک‌های چندین رشتهٔ دیگر از جمله جودو ژاپنی، کشتی آزاد و سبک‌های محلی کشتی آسیای میانه و قفقاز است.
اسپیردونوف و واسیلی اوشچیدوف  پایه‌گذاران سامبو هستند. آنها دو سبک متفاوت را پایه‌گذاری کرده بودند که در نهایت با یکدیگر ادغام شده و سامبو نام گرفتند که نام اختصاری یک واژه روسی به معنی «مبارزهٔ بدون سلاح» است. اشچپکوف در سال ۱۹۳۷ در جریان تسویه سیاسی دوران استالین متهم به جاسوسی برای ژاپنی شده و به زندان افتاد و در زندان از دنیا رفت. او بیشتر عمر خود را در  ژاپن گذرانده و جودو را زیر نظر کانو جیگورو بنیان‌گذار رشتهٔ جودو آموخته بود. اما اسپیریونوف  در مقایسه با سبک اشچپکوف  نرم‌تر و ملایم‌تر بود و تأکید کمتری بر قدرت بدنی داشت و این خود تا حدی به دلیل جراحات عمیقی بود که اسپیریدونوف در جریان جنگ جهانی اول برداشته بود. انتونی خالامپیف که از شاگردان اشچپکوف بود. معمولاً بنیان‌گذار سامبو نامیده می‌شود. این رشته در سال ۱۹۳۸ به عنوان یک ورزش رسمی مورد تأیید کمیسیون ورزشی اتحاد جماهیر شوروی قرار گرفت.
مسابقات سامبو
سامبو ورزشی (Sport Sambo)
سامبو ورزشی مشابه جودو و کشتی است. در این رشته، شرکت‌کنندگان تلاش می‌کنند با استفاده از پرتاب‌ها، قفل مفصل‌ها و کنترل حریف به امتیاز یا پیروزی کامل دست یابند. ضربه زدن مجاز نیست.
کامبت سامبو (Combat Sambo)
کامبت سامبو علاوه بر تکنیک‌های سامبو ورزشی، شامل ضربات مشت، لگد، زانو، و فنون زمینی مانند خفه‌کردن و قفل‌های پیچیده است. این رشته شباهت زیادی به MMA دارد و رقابت‌های آن بسیار پرتنش و تماشایی است.
سطوح مسابقاتی سامبو
مسابقات ملی
هر کشور دارای فدراسیون رسمی یا زیرمجموعه‌ای از فدراسیون جهانی سامبو (FIAS) است که مسابقات کشوری را در سطوح مختلف (نوجوانان، جوانان، بزرگسالان) برگزار می‌کند. این مسابقات معمولاً نقش انتخابی برای تیم‌های ملی دارند.
مسابقات قاره‌ای
مسابقات قهرمانی قاره‌ای مانند:
قهرمانی آسیا
قهرمانی اروپا
قهرمانی پان‌آمریکن
در هر دو رشته سامبو ورزشی و کامبت سامبو برگزار می‌شوند و توسط فدراسیون‌های قاره‌ای زیر نظر FIAS اداره می‌گردند.
مسابقات جهانی
مهم‌ترین رویداد سامبو، مسابقات قهرمانی جهان (World Sambo Championships) است که سالانه در یکی از کشورهای عضو فدراسیون جهانی برگزار می‌شود. این رویداد شامل سه بخش است:
سامبو ورزشی مردان و زنان
کامبت سامبو مردان
مسابقات نوجوانان و جوانان
دیگر مسابقات مهم بین‌المللی
بازی‌های اروپایی و آسیایی
سامبو در سال‌های اخیر وارد بازی‌های چندرشته‌ای شده است. از جمله:
بازی‌های اروپایی (European Games)
بازی‌های آسیایی داخل سالن و هنرهای رزمی (Asian Indoor and Martial Arts Games)
مسابقات یونیورسیاد (دانشجویی جهان)
سامبو یکی از رشته‌های حاضر در برخی دوره‌های یونیورسیاد جهانی بوده است.
جام جهانی سامبو (World Cup Sambo)
این مسابقات به صورت تورنمنت‌های بین‌المللی در کشورهای مختلف برگزار می‌شوند و فرصتی برای سنجش آمادگی ورزشکاران بین‌المللی هستند.
مسابقات آزمایشی حوزه خزر(Caspian Tournament)
مسابقات حوزه خزر سامبو یک دوره کوتاه آزمایشی در سال ۲۰۱۷ بوده؛ باعث جذب ۲۰۹ مبارز از کشور هایی مانند روسیه, قزاقستان‌, گرجستان, ازبکستان و ایران شده است.
این دوره مسابقات در دو کشور روسیه و گرجستان برگذار شده است؛ دور اول مسابقات در موسکو و دور دوم مسابقات در تفلیس به اتمام رسید.
این مسابقات در دو سبک سامبو و سامبو کامبت برگذار شد قهرمان سبک سامبو میخائیل آرتیوموف از روسیه و قهرمان سبک سامبو کامبت احمد الهوردیزاده از ایران در دوره نهایی این مسابقات شدند.
به طور جمعی پنج مدال طلا در طی مسابقات داده شد که یک مدال طلا برای صاحب قهرمانی سامبو و دو مدال طلا برای صاحب قهرمانی سامبو کامبت بوده و دو مدال طلای دیگر به ترتیب برای ازبکستان و گرجستان کسب شده است.
قوانین و ساختار رقابت‌ها
رده‌های وزنی: برای مردان و زنان در رده‌های مختلف سنی و سبک‌ها تعریف شده است (مثلاً ۵۲، ۶۸، ۸۲، +۹۸ کیلوگرم و ...).
زمان مبارزه: معمولاً ۵ دقیقه برای سامبو ورزشی و ۵ الی ۷ دقیقه برای کامبت سامبو.
لباس مخصوص (Kurtka): ورزشکاران لباس خاصی به نام «کورتکا» به همراه کمربند و کفش سامبو به تن می‌کنند.
امتیازدهی: شامل پرتاب، کنترل، و تسلیم‌کردن حریف می‌باشد. در کامبت سامبو، ضربه‌ها نیز امتیاز دارند.
سامبو و المپیک
سامبو هنوز به عنوان یک رشته رسمی وارد بازی‌های المپیک نشده، اما تلاش‌هایی برای پیوستن آن به المپیک آینده توسط فدراسیون جهانی صورت گرفته است.

## فدراسیون بین‌المللی سامبو
فدراسیون بین‌المللی سامبو آماتور(FIAS) نام دارد که به عنوان عضوی از اتحادیه جهانی فدراسیون‌های ورزشی(GAISF) نمایندگی سامبو در سراسر جهان را بر عهده دارد. سامبو تحت قوانین FIAS بخشی ازالمپیک هنرهای رزمی جهان است وفدراسیون بین‌المللی سامبو(FIAS) تنها مرجع معتبر سامبو در سطح جهان می‌باشد.